# Simon Msuva
Simon Happygod Msuva couramment appelé Simon Msuva né le 2 octobre 1993 à Dar es Salam en Tanzanie est un footballeur international tanzanien jouant au poste d'attaquant à Talaba SC.

## Carrière

### En clubs
En juillet 2017, il est transféré, par le Young Africans SC, au Difaâ Hassani El Jadidi, en D1 marocaine.
En novembre 2020, il est transféré, par le DHJ, au Wydad AC, pour quatre saisons. En décembre 2021, il entre en conflit, avec le club marocain, en saisissant la Chambre des litiges de la FIFA, en raison d'une prime de signature non perçue. Il résilie unilatéralement son contrat, avec le WAC, par la même occasion. Il obtient gain de cause de la part de l’instance internationale et le Wydad lui verse 700 000 dollars.
En juillet 2022, il signe, avec l'Al-Qadsiah FC, en D2 saoudienne.
En août 2023, il s'engage, pour deux saisons, en D1 algérienne, avec la JS Kabylie. En décembre 2023, il résilie son contrat, à l'amiable, avec la JS Kabylie.

### En équipe nationale
Il reçoit sa première sélection, en équipe de Tanzanie, le 15 août 2012, en amical contre le Botswana.
Lors de la Coupe CECAFA des nations 2015, il inscrit deux buts, contre le Rwanda et l'Éthiopie. La Tanzanie atteint les quarts de finale de cette compétition.
Lors de la Coupe COSAFA 2017, il inscrit à nouveau deux buts, contre Maurice et la Zambie. La Tanzanie se classe troisième de ce tournoi.
Avec l'équipe tanzanienne, il prend part, à la CAN 2019, en Égypte. Il inscrit un but, face au Kenya. La Tanzanie se fait éliminer, au premier tour.
Avec la Tanzanie, il prendra part, à la CAN 2023, en Côte d'Ivoire il inscrit un but face à la Zambie.

## Palmarès

### En clubs
- Champion de Tanzanie en 2013, 2015, 2016 et 2017 avec le Young Africans SC.
- Vice-champion de Tanzanie en 2014 avec le Young Africans SC.
- Vainqueur de la Coupe de Tanzanie en 2016 avec le Young Africans SC.
- Vainqueur de la Supercoupe de Tanzanie en 2013, 2014 et 2015 avec le Young Africans SC.
- Finaliste de la Supercoupe de Tanzanie en 2016 et 2017 avec le Young Africans SC.
- Champion du Maroc en 2021 avec le Wydad AC.
- Vice-champion du Maroc en 2017 avec le Difaâ Hassani El Jadidi.
- Finaliste de la Coupe du Maroc 2017 avec le Difaâ Hassani El Jadidi.